# Savar
Savar (en bengalí: সাভার Savar o Shabhar) es un upazila de Daca en la división de Daca, Bangladés. Está situado a una distancia de unos 24 kilómetros al noroeste de la ciudad de Daca. Savar es sobre todo famoso por el Jatiyo Smriti Soudho, el Monumento Nacional a los Mártires de la Guerra de Liberación de Bangladés.